# Vol. 5: 1999-2009
Vol. 5: 1999-2009 , pubblicato dalla band Depressive black metal Forgotten Tomb nel 2010, dopo averlo inciso in occasione del decimo anniversario della formazione della band. È composto da due CD e contiene versioni alternative dei loro brani migliori più alcune covers in versione live incise in studio, e quindi possibile categorizzarlo come raccolta. Titolo e copertina dell'album sono un riferimento all'album Vol. 4 dei Black Sabbath.

## Tracce
Disco 1
1. Black Sabbath (Black Sabbath cover) / Subway Apathy - 10:53
2. Solitude Ways - 6:23
3. A Dish Best Served Cold - 7:38
4. Disheartenment / Alone / Steal My Corpse - 13:31
5. Daylight Obsession - 7:49
6. Papercuts (Nirvana cover) - 04:33

Disco 2
1. Spectres Over Venice - 7:25
2. Love's Burial Ground - 10:09
3. Entombed By Winter / House of Nostalgia - 15:46
4. Scars - 7:36
5. Depression (Black Flag cover) / Feedback - 10:22